# Józef Światopełk-Zawadzki
Józef Światopełk-Zawadzki herbu Lis (ur. 1859, zm. 23 maja 1919 w Warszawie) − polski prawnik, kierownik resortu sprawiedliwości.
Od 1888 pracował w Warszawie jako notariusz. W 1918 został podsekretarzem stanu w ministerstwie sprawiedliwości i od 5 listopada 1918 do 17 listopada 1918 był kierownikiem tegoż resortu w prowizorium rządowym Władysława Wróblewskiego. Był szefem sekcji w Ministerstwie Sprawiedliwości, a z tej funkcji w grudniu 1918 został mianowany podsekretarzem stanu w tym ministerstwie (jego następcą na stanowisku szefa sekcji został Kazimierz Marowski). W maju 1919 - na skutek źle układających się stosunków służbowych - złożył rezygnację ze stanowiska podsekretarza stanu. 23 maja 1919 popełnił samobójstwo. Spoczywa na cmentarzu Powązkowskim w Warszawie (kw. P-1-27/28).